# Jean Painlevé
Jean Painlevé (Párizs, 1902. november 2. – Párizs, 1989. július 2.) francia dokumentumfilm-rendező, biológus.

## Élete
Apja Paul Painlevé matematikus, a Francia Tudományos Akadémia elnöke, két alkalommal miniszterelnök volt. Nemesi származású anyja két hónappal születése után, gyermekágyi lázban meghalt. Anyai ágról egyik dédnagybátyja neves festőművész volt. A bretagne-i Ker Sterben, nagyanyjánál töltött gyermekkori nyarak szerettették meg vele tenger élővilágát. Nyolcéves korától rendszeresen fényképezett. Középiskolás korában az órák helyett szívesebben látogatta az állatkertet. A Sorbonne-on orvostudományt, majd biológiát és zoológiát hallgatott. Huszonegy évesen, a Francia Tudományos Akadémia történetének legfiatalabb előadójaként olvasta fel az árvaszúnyoglárvák mirigysejtjeiről írt tanulmányát. Életre szóló szerelmi és munkakapcsolatot kötött Geneviève Hamon-nal, akivel közösen, a bretagne-i Ty an Diaoulban létesített műtermük avantgarde művészeti szalonná is vált. A nő készítette azt a kameraállványt helyettesítő vállpántot, amelyet később Jean-Luc Godard is használt a Kifulladásig forgatásakor. Painlevé részt vett egy szürrealista folyóirat szerkesztésében és autóversenyeken indult. Jean Vigóval való barátsága és André Raymond operatőrrel való megismerkedése hatására kezdett filmezni. Első tudományos filmjét a biológusok, akik a filmezést akkoriban még nem tartották komoly eszköznek, kigúnyolták. A víz alatti állatvilágot bemutató filmjei azonban a kezdetektől kivívták a szürrealisták, Eisenstein és Buñuel megbecsülését. 1930-ban megalapította a tudományos filmesek első nemzetközi szervezetét. Jelentős közönségsikert aratott a csikóhalról szóló filmjével. Ebben a filmtörténetben először használt víz alatti kamerát. A sikert kihasználva elegáns, csikóhalat mintázó ékszerek gyártásába fogott. 1935-ben Yves Le Prieurrel, a búvárpalack feltalálójával megalapította a világ első búvárklubját, 1939-ben pedig, korán felismerve a televízióban rejlő lehetőségeket, társaival rövid életű televíziótársaságot is létrehozott. A német megszállás alatt illegalitásban, Dél-Franciaországban élt. (A hatóságok állítólag főként a rőt vérszopó denevérről szóló, félbehagyott filmje miatt keresték, amelyben rejtett párhuzamok fedezhetők fel a főhős és a nácik között.) 1944-45-ben a francia filmgyártás igazgatójaként újjászervezte a filmipart és a filmhíradót. Felmentésére a szakma egynapos sztrájkkal reagált. 1947-től a francia filmklubok szövetségének elnöke volt. Vezető szerepet vitt a nemzetközi dokumentumfilmes szervezetekben.

## Filmjei
Megkülönböztethetjük és ő maga is megkülönböztette a biológusoknak szánt „tudományos” és a nagyközönséghez szóló „ismeretterjesztő” filmjeit. A tengeri élőlények viselkedését kezdetben kizárólag akváriumban tudta filmezni, de már kezdettől fogva mikroszkópos felvételeket is filmjeibe illesztett, amelyekkel kései, Folyékony kristályok című filmjében absztrakt szépséget teremtett. A nagyközönségnek szóló rövidfilmjei – melyek közül legismertebbek A csikóhal, A vámpír, az Édesvízi gyilkosok és A polip szerelmei – különös, átmeneti műfajt képviselnek az ismeretterjesztés és a művészfilm között. Több vonatkozásuk a szürrealizmushoz és a pszichoanalízishez fűzi őket. Művészi credója szerint „a tudomány fikció”. Az informatív, ugyanakkor gyakran költői és nem ritkán ironikus kísérőszöveg felhívja a figyelmet az alacsonyabb rendű élővilág számunkra rejtelmes, kísérteties, komikus vagy groteszk oldalára, és ezáltal arra, hogy fantáziánkban milyen kép él más fajokról és saját magunkról. Szívesen mutatta be a szexualitás emberi szemmel meghökkentő formáit, mint a csupa nőstény vízibolhák, az utódait a hasában kihordó hím csikóhal vagy a polip szexuális élete esetében. A csikóhalhoz Darius Milhaud komponált kísérőzenét, több rövidfilmjéhez klasszikus zenét, másokhoz dzsesszt, a Tengeri sünökhöz zörejzenét használt fel.

## Válogatott rendezői munkássága
- A tüskés pikó ikrája: megtermékenyítéstől a kikelésig (L'Oeuf d'épinoche: De la fécondation à l'éclosion) (1927, 25 perc)
- Csillószőrök (Cils vibratiles) (1927, 16 perc)
- Az Elodea canadensis protoplazmájának mozgása (Mouvement du protoplasme d'Elodea canadensis) (1927, 18 perc)
- A polip (La Pieuvre) (1928, 10 perc)
- A vízibolha (La Daphnie) (1928, 13 perc)
- A tengeri sün (L'Oursin) (1928, 10 perc)
- A remeterák (Le Bernard-l'ermite) (1929, 13 perc)
- Tengeri pókok és kísértetrákok (Hyas et sténorinques) (1929, 13 perc)
- Calder mobiljai (Les Mobiles de Calder) (1930, 10 perc)
- Rákok (Crabes) (1930, 8 perc)
- Garnélák (Crevettes) (1930, 10 perc)
- Botrákocskák és csupalábállatok (Caprelles et pantopodes) (1930, 9 perc)
- Dr. Normet széruma (Le Sérum du Dr. Normet) (1930, 10 perc)
- Dr. Claoué korrekciós és helyreállító sebészete (Chirurgie corrective et réparatrice du Dr. Claoué) (1930, 18 perc)
- A csikóhal (L'Hippocampe ou cheval marin) (1934, 15 perc)
- Digitaline Nativelle (La Digitaline Nativelle) (1934, 18 perc)
- Szövettenyészetek és makrociták (Culture de tissus et macrocytes) (1935, 10 perc)
- Egy csirkeembrió szívkezdeménye (Culture du cœur d'un embryon de poulet) (1935, 11 perc)
- Mikroszkópia a Théodore Tissier fedélzetén (Microscopie à bord du Théodore Tissier) (1935, 15 perc)
- Teljes napfogyatkozás 1936. június 19-én, Harkovban (Eclipse totale du soleil du 19 juin 1936 à Kharkov) (1936, 10 perc)
- Az Alpok kialakulása (La Formation de la chaîne des Alpes) (1938, 15 perc)
- A vámpír (Le Vampire) (1945, 9 perc)
- Édesvízi gyilkosok (Les Assassins d'eau douce) (1947, 25 perc)
- Louis Pasteur tudományos munkássága (L'Oeuvre scientifique de Louis Pasteur) (Georges Rouquier-val, 1947, 33 perc)
- Tengeri sünök (Oursins) (1954, 11 perc)
- Calder Cirkusza (Le Cirque de Calder) (1954, 30 perc)
- Axel Henricksen különös világa (Le Monde étrange d'Axel Henricksen) (1955, 15 perc)
- Tengeri táncosnők (Danseuses de la mer) (1956, 18 perc)
- Hogyan születnek a medúzák (Comment naissent des méduses) (1960, 14 perc)
- Garnélatörténetek (Histoires de crevettes) (1964, 13 perc)
- A polip szerelmei (Les Amours de la pieuvre) (1965, 13 perc)
- Fémreszelék (Limaille) (1970, 5 perc)
- Acéra vagy a boszorkányszombat (Acéra ou Le Bal des sorcières) (1972, 13 perc)
- Kovamoszatok (Diatomées) (1973, 17 perc)
- Folyékony kristályok (Cristaux liquides) (1978, 7 perc)
- A tér galambjai (Les Pigeons du square) (1982, 28 perc)